# Рідна школа (Бережанський повіт)

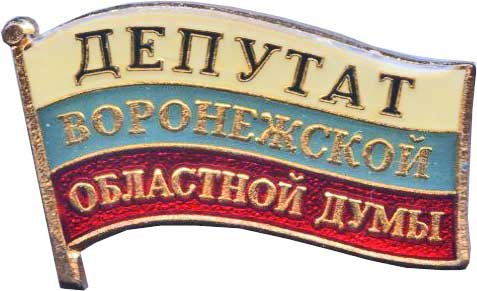
Значок «Ювілейне свято „Рідної школи“ в Бережанах. 30.VI.1935»

«Рідна школа» на Бережанщині — українське педагогічне товариство «Рідна школа», яке діяло в 1903–1939 рр. у Бережанському повіті (сучасні Бережанський та Козівський райони Тернопільської області).

## Осередок «Рідної школи» в Бережанах

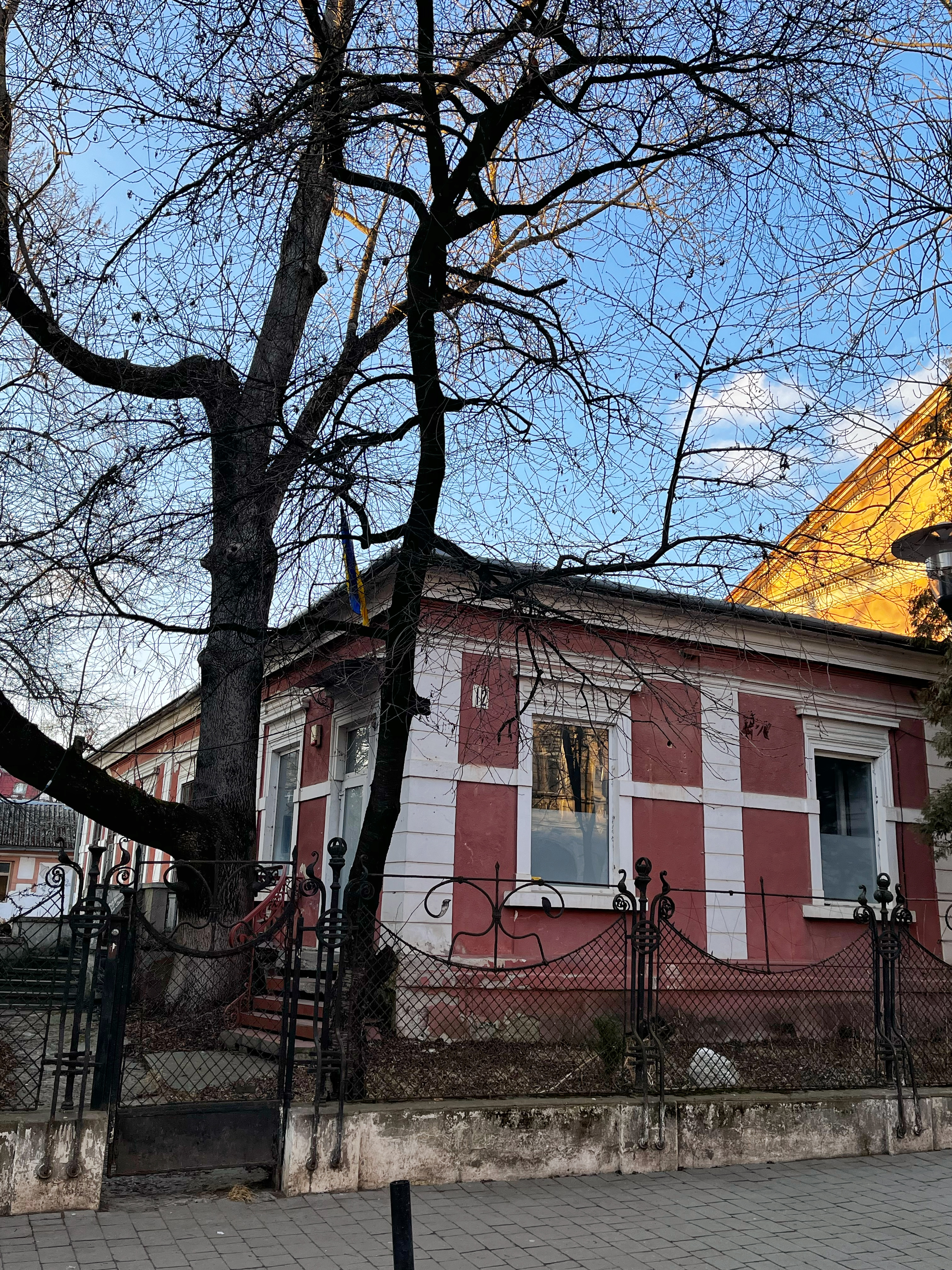
Будинок УПТ «Рідна школа» в Бережанах, 1920-ті рр.

Перша спроба організувати Бережанський осередок «Руського Педагогічного Товариства» відбулася в 1900 році. Українські громадські діячі разом із 15 польськими колегами, загалом 30 осіб, спробували створити філію РПТ. Однак у 1902 році поляки вийшли з її складу, а сам осередок припинив свою роботу. Офіційно філію РПТ було зареєстровано 29 червня 1903 року. Вона стала 14-ю філією товариства в Галичині. Засновниками й активними членами товариства були вчителі Бережанської гімназії: проф. Микола Бачинський, Олекса Лукіянович, Степан Томашівський, Іван Петрицький, Ісидор Єлюк та інші.
Микола Бачинський відіграв ключову роль у створенні. Бережанського осередку товариства. На перших установчих зборах його обрали головою філії. До керівництва ввійшли також Іван Петрицький, Олена Кордуба, Степан Томашівський, Олекса Лукіянович, Соня Дуткевич та Іван Ризак.
У статусі філії РПТ осередок проіснував до 8 вересня 1913 року, коли відбулися його останні загальні збори. Того ж дня відбулись установчі загальні збори осередку УПТ (у 1912 р. РПТ було реорганізовано та перейменовано на Українське Педагогічне Товаритство (УПТ)).
Воєнні події 1914—1918 років тимчасово зупинили діяльність усіх громадських організацій. Місто, як і весь Бережанський повіт, значно постраждало під час воєнних дій. А тому відновлення роботи товариств, зокрема УПТ, з кінця 1917 року відбувалося дуже повільно. У 1918—1919 роках товариство придбало в центрі міста двоповерховий будинок на вул. Міцкевича, 3 (зараз — вул. Шевченка, 1), де згодом розмістили школу товариства.
У 1926 році відбувся загальний з'їзд УПТ, на якому було ухвалено новий Статут товариства. Відтоді воно стало мати назву Українське педагогічне товариство «Рідна школа», або просто «Рідна школа». Осередок у Бережанах здобув статус повітового.
Як було зазначено, від червня 1903 року головою осередку був М. Бачинський. Після нього керівну посаду обіймали до Першої світової війни обіймав Ісидор Єлюк. У післявоєнний час (імовірно з 1920—1921 рр.) осередок очолив Гнат Мартинець. Із середини 20-х років і до 1936 року головував Володимир Бемко. Наступними керівниками були О. Евзевій Бачинський (жовтень 1936 р. — осінь 1937 р.) та Франц Коковський (осінь 1937 р.— грудень 1939 р.).
Загальна кількість членів осередку наприкінці 20—30-х років щорічно становила понад 200 осіб. Членами товариства були вчителі народних шкіл, священники, професори середніх та вищих шкіл, ремісники, торговці, адвокати, лікарі, студенти, підприємці, державні та приватні службовці.
Проіснувало товариство «Рідної школи» в Бережанах до грудня 1939 року, коли почалася «радянізація» та масові арешти серед української інтелігенції.
Ще на установчих зборах у 1903 році «рідношкільники» ініціювали створення в Бережанах Селянської бурси із 3-ім та 4-им класами. Головування бурсою доручили М. Бачинському. Допомагати готувати малих бурсачків до вступу в гімназію безкоштовно погодилися учні гімназії (старших класів): Ф. Коковський, О. Гайдукевич, В. Гривнак, М. Нискоклон. Згодом до цієї праці долучилися В. Бемко, М. Їжак, Лев Лепкий та Д. Бойко.
У перший рік навчання було прийнято 16 дітей, а під кінець 1903—1904 навчального року їх стало 18, із них 10 наступного року успішно склали вступні іспити до Бережанської гімназії. У наступних роках кількість учнів зростала: у 1904—1905 навчальному році їх налічувалося 23, у 1905—1906 навчальному році — 30, а в 1906—1907, 1907—1908 та у 1909—1910 навчальних роках — по 32. Загалом щомісячна плата за навчання становила: в першому навчальному році — по 2-4 крони, у 1909—1910 навчальних роках — 15-16 крон.
Уроки співу для учнів бурси проводив учень гімназії Аполінарій Осадца. Дещо з історії України читав Осип Ковшевич. Про релігійно-моральне виховання дбав о. Іван Кордуба.
Спочатку бурса була розташована на вул. Ізабелівка (зараз — вул. Січових Стрільців). У 1906 році управа бурси вже винаймала цілий дім із городом на вул. Зеленій (нині — вул. Родини Старухів). У 1907 році керівництво філії «на Місточку» на вул. Новій (вул. О. Кульчицької) займало цілий будинок. Функціонувала бурса до початку Першої світової війни.
З 1908 році осередок почав щорічно проводити курси для неграмотних, підготовчі курси до вступу в гімназію та вчительську семінарію. 25 серпня 1913 року товариство організувало приватну двокласну школу з українською мовою навчання, яка проіснувала до кінця липня 1914 року. Вона була поруч із міською державною жіночою школою. У ній учителювали отець-катехит Іван Кордуба (директор школи), Марія Чайковська (Ставнича) та Ярослава Гутковська (Гусак). Школу відвідувала сільська молодь із навколишніх сіл: Лісники, Лапшин, Рай, Гиновичі, Потутори та, звичайно, міські діти. Однак, воєнні події 1914—1918 років перервали діяльність товариства до кінця 1917 року. Заразом припинила функціонувати й ця школа. Відновити приватну школу в м. Бережани товариству вдалося лише в 1922 році.
Разом з філією Товариства охорони воєнних могил осередок опікувався стрілецькими могилами. У листопаді 1935 року було порушено питання про заснування музею ім. Андрія Чайковського в Бережанах.
Осередок щорічно влаштовував при школі підготовчі курси до гімназії; учителі періодично проходили кваліфікаційні курси. Як повітовий осередок опікувався школами та дошкільними закладами в усьому повіті. Зокрема, щоб розширити мережі дитячих садків та поліпшити умови їхньої роботи, з 15 березня 1935 року було організовано курси провідниць (вихователів) дитячих садків.
Основним і головним джерелом грошових надходжень Товариства були пожертви на «Рідну школу». Пожертви збирали за будь-яких нагод — Різдвяні чи Великодні свята, концерти, театральні вистави, скриньки «Рідної школи» в громадських місцях, зокрема в крамницях. У другій половині 20-х років поширили практику, коли кошти, призначені для обрядів під час вінчання, похоронів, хрестин тощо, вносили на «Рідну школу».

## Українська приватна школа ім. митрополита Андрея Шептицького в Бережанах

Учителі та учні «Рідної школи» в Бережанах (1930-ті рр.)

Від жовтня 1920 року повітовий осередок «Рідної школи» почав роботу над відновленням української народної школи. Це був великий успіх у діяльності повітового товариства: після дворічного домагання Старшина таки дістали дозвіл відкрити українську школу! Але за умови, що обов'язково буде вивчатись польська мова й усе діловодство провадитимуть польською мовою. Діловодство школи залишилось українською.
Школу було відкрито 13 жовтня 1922 року у двоповерховому будинку на вул. Міцкевича, 3 (нині — вул. Шевченка, 1). У цьому будинку розташовувалися приміщення декількох інших українських товариств, зокрема кооператив «Народний Дім», повітовий союз «Кооператив», товариства «Бесіда», «Просвіта», а також повітовий гурток «Рідна школа». Частину цього будинку товариство «Рідна школа» викупило ще в 1918 році.
Спочатку це була 4-класна школа. З 30-х років відбувається її стрімке зростання. У 1932 році — це вже 5-ти класна школа, а від 15 серпня 1933 року тут відкрито шостий клас. 5-й та 6-й класи заміняли 1-й та 2-й класи гімназії. У 1935 році організовано 7-й клас. Саме тоді митрополит Андрей Шептицький взяв протекторат над школою. Згідно зі Статутом школи повна назва закладу відтоді була: «Приватна 7-класна народна школа УПТ „Рідна школа“ імені Митрополита Андрея графа Шептицького в Бережанах».
Навчання в школі було 6-денним, у першу зміну. У навчальний план входили такі предмети: релігія, українська мова, польська мова, математика, природа та географія, історія, малювання, трудове навчання, співи, фізкультура. Українська та польська мови мали однакову кількість годин на тиждень. Обов'язковим було громадське відвідування церкви. Тричі на рік учні сповідалися та приймали святе причастя. Загалом навчальний план школи відповідав програмам державних народних шкіл, що давало випускникам право вступу в державні гімназії.
Згідно зі Статутом школи, тут мали навчатися діти греко-католицького віровизнання та української національності. Хоча інколи робилися винятки й до школи приймали православних дітей. Кількість учнів у школі постійно зростала. У 1923—24 навчальному році в трьох класах навчалося 82 дітей; в 1926—27 навчальному році в чотирьох класах — 88 дітей, 1928—29 навчальному році — 155, наступного року — 234, а в 1937—38 навчальному році в 7-ми класах — 255 учнів. Загалом це були діти селян, ремісників та робітників. У школі навчалися діти з м. Бережани та з навколишніх сіл: Рай, Лісники, Лапшин, Шибалин, Посухів, Бишки, Августівка, Дрищів (Надрічне), Рибники, Олесине, та, навіть, із сусіднього Підгаєцького повіту.
Управителями школи свого часу були отець-катехит Іван Кордуба, Петро Будз, Іван Чорномаз, Пилип Гошовський, Михайло Грам'як та Антін Крамарчук (останній). Учителювали Ольга Бородайко (Целевич), Теодозія Пересада, Ольга Баб'як (Терлецька), Елеонора Крушельницька (Кошикова), Анастасія Орунова, Марія Масляк, Марія Третяк, Марія Питель, Стефанія Шараневич, Стефанія Боднарук, Микола Огнистий, Богдан Гуцал, Василь Гусак, Іванна Булавна та Володимир Романів. Тижневе навантаження вчителів становило близько 30 годин. Платня вчителів школи дорівнювала платні державних учителів, виплачувалася кожного місяця в повній сумі. У 1935 навчальному році вона становила 120 злотих, а управитель отримував 210 злотих.
Учителі школи мали високий рівень кваліфікації. Окремі з них мали нагоду здобути освіту та набути професійний досвід за кордоном, зокрема П. Будз та П. Гошовський. При школі працював катехит для проведення уроків релігії та невеличких служб. Шкільними катехитами були о. Микола Старух, о. Володимир Соломка, о. Іван Чередарчук, о. Данило Гуглевич і о. Степан Бачинський. Був також лікар, який безоплатно опікувався здоров'ям школярів. Серед лікарів при школі відомий лише Лонгин Мігоцький.
Окремі вчителі школи брали активну участь у громадській діяльності. Наприклад, П. Будз, А. Крамарчук, П. Гошовський, о. І. Кордуба, о. В. Соломка, О. Бережницька та М. Масляк входили до керівного складу повітового гуртка «Рідної школи».
Це була одна з найкращих українських шкіл у всьому краї. Близько 85 % дітей щороку переходило до середніх шкіл.
Про матеріально-технічне забезпечення школи дбала управа місцевого осередку товариства «Рідна школа», яка переводила для цього частину своїх надходжень. У школі працювали вчительська та дитяча бібліотеки. Перша з них у 1927 році нараховувала 45 томів, дитяча — 135; згодом у бібліотеці нараховували 500 томів літератури, з них 430 українськомовної та 70 польськомовної.
При школі для учнів функціонували: молодіжна громадська організація «Пласт», кооператив, аматорський гурток із хором. У 1926—27 навчальному році організовано шкільну крамничку на основі кооперативного ладу. Крамничкою та касою ощадності керував учитель А. Крамарчук. Оплата за навчання в 1929—30 навчальному році становила 10—50 зл. на рік, в 1936—37 навчальному році 3—5 зл. в місяць. Школа припинила своє існування лише восени 1939 року, коли, з приходом Червоної армії, почалася радянізація краю. У 1945 році тут розмістився дитячий будинок, з 1960 року —  школа-інтернат, тепер — початкові класи Бережанської загальноосвітньої школи І-ІІІ ступенів № 2.
Діяльність школи була різнобічною та багатоплановою, спрямованою на виховання в учнів почуття гуманності, патріотизму, любові й поваги до української культури та історії. Школа в Бережанах у певному розумінні була «кузнею» українських абітурієнтів до місцевої гімназії та інших державних середніх шкіл, і водночас осередком, навколо якого гуртувалася українська свідома інтелігенція та молодь.

## Мережа осередків у повіті
Насамперед слід зауважити, що Бережанський повіт охоплював сучасні Бережанський та значну частину Козівського районів Тернопільської області.
Одними з перших на Бережанщині гуртки УПТ «Рідна школа» з'явилися на Дулябах (21 квітня 1927 року), у Рекшині (березень 1927 року) та в Лісниках (4 грудня 1927 року). Наступна хвиля заснування осередків припадає на 1929 рік, коли вони з'явилися в Козові (Березень), Конюхах (6 травня), Лапшині (24 березня), Кальному (жовтень—листопад), Козівці, Кривому та в Дибщі. Наймасовіше поширення осередків «Рідної школи» в Галичині відбулося в 1933 році. Цього року в Бережанському повіті осередки УПТ виникли щонайменше в 17-ти громадах, а в 1934 році з'явилося ще 7 нових осередків.
Характерною рисою для більшості низових осередків «Рідної школи» було надання їм імен відомих українських громадських, політичних, культурних діячів. Зокрема в Бережанському повіті іменованих було щонайменше понад 20. Найшанованішими в краї були Тарас Шевченко та Маркіян Шашкевич. Окрім того, серед назв траплялися й імена Івана Франка, Лесі Українки, Андрея Шептицького, Володимира Великого, Богдана Хмельницького, Івана Мазепи та Дмитра Вітовського.
У 1933—34 роках на Бережанщині діяло 44 осередки, що давало всі підстави для створення повітового Союзу осередків. Після тривалих дискусій таку інституцію навесні 1936 року було таки створено. Головою Союзу обрали В. Бемка, заступниками голови стали Ф. Коковський та о. І. Мінько. Упродовж 1936—1939 років Союз об'єднував 44—49 товариств. У травні 1937 року членами Союзу було 1876 чоловік, а до середини 1938 року — 4051. За нез'ясованих обставин Союз припинив свою діяльність у березні—травні 1939 року, саме тоді було закрито всі осередки в повіті, окрім в Бережанах.
Осередки «Рідної школи» в Бережанському повіті здебільшого розміщувалися в будинках разом з іншими товариствами: «Просвітою», кооперативами. Наприклад, в Олесиному гурток розміщувався в будинку кооперативу «Зоря», у Вибудові, Гиновичах, Дрищеві (нині — Надрічне) — у читальнях «Просвіти». Траплялися випадки розташування осередків у домівках членів товариства, до прикладу в селах Шибалин, Куряни, Рекшин.
Робота в напрямі залучення українського населення до рідношкільного руху в різних місцевостях виконувалася з різною інтенсивністю. Станом на 1938—39 роки найбільшу кількість членів (окрім м. Бережани) об'єднували осередки в Дибщі — 232 члени, Ценові — 202 та Малій Плавучі — 200. Нечисленними вони були в Жукові — 28, Вимислівці — 30 та в деяких інших громадах. Загалом згідно зі звітами місцевих осередків у 1933—34 роках у 24-х осередках  налічувалася 2286 зареєстрованих членів, у 1937—1939 роках 32 осередки об'єднували 3193 члени.
Привертає увагу той факт, що найбільш залученими в громадській діяльності у селах були чоловіки, які становили понад 60—70 % від усієї кількості членів. Щодо вікового цензу, то середній вік членів був у межах 20—40 років. Усі члени товариства за конфесійною належністю були греко-католицького віровизнання, за політичними переконаннями — членами або прихильниками УНДО (Українське Національно-Демократичного Об'єднання), УСРП (Українська Соціально-Радикальна Партія), ФНЄ (Фронт національної єдності), УВО (Українська Військова Організація), ОУН (Організація Українських Націоналістів), а в Золотій Слободі в керівному складі був і член КПЗУ (Комуністична партія Західної України).
Освітні та виховні цілі «Рідної школи» місцеві осередки реалізовували через організацію театральних, хорових, самоосвітніх гуртків, гуртків доросту, влаштуванні дитячих садків, навчальних курсів. Здебільшого гуртки утримували дитячі садки. Відомо про існування таких дошкільних закладів у селах Бишки, Глинна, Урмань, Лапшин, Тростянець, Вибудів, Велика Плавуча та Саранчуки. Були також спроби відкрити садочки в Дибщі та Козовій.
Робота місцевих осередків зосереджувалася також у наявних при них гуртках та бібліотеках. У Ценові хоровий гурток відвідували 30 членів, театральний — 25; стільки ж було в театральному гуртку Вільховця. У Козовій діяв гурток «Самоосвіти». Його відвідували 54 юнаки та 27 дівчат. Зустрічі відбувалися двічі на тиждень. Засідання починалися молитвою: «Боже, усі ми твої діти». Характерним було привітання членів гуртка: «Вставай за рідний край!».
Значних успіхів місцеві осередки УПТ досягли у сфері поширення бібліотек. Такі книгозбірні існували в більшій частині гуртків. Наприкінці 1938 року загальний книжковий фонд товариства «Рідна школа» на Бережанщині налічував понад 2381 книжку. До найкращих  у повіті належали осередки в: Козовій, Олесині, Бишках, Урмані, Вибудові, Золотій Слободі, Козівці, Нараєві (місті), Раю, Ценові, Ценівці та Рибниках. Менш активними були у Курянах, Рекшині, Мечищеві та Шибалині.
Місцева влада не могла спокійно спостерігати за досить успішною діяльністю УПТ у повіті, як зрештою й інших товариств. Вона створювала різноманітні перешкоди в повсякденній роботі осередків та робила неодноразові спроби їх закриття. Так, у 1934 році осередок в Потуторах дістав заборону на подальшу діяльність, а в 1937 році таку ж заборону видано осередку в с. Криве. Але незабаром вони поновили свою роботу. Остаточну крапку в боротьбі з осередками УПТ «Рідна школа» місцева влада поставила навесні 1939 року, коли в період від 15 березня до 31 травня було припинено діяльність повітового Союзу в Бережанах і закрито всі осередки «Рідної школи» в повіті.
Сільські гуртки УПТ у повіті разом з іншими товариствами були ще одними осередками української духовності, культури, освіти. Товариства змогли об'єднати жителів кожного села навколо ідей української національної освіти, української школи, виховання та самоосвіти. Сільська громада мала можливість реалізувати себе поза працею на землі.

## Відродження історичної пам'яті
З початком 2000-х років відбувається поступове відродження історичної пам'яті про діяльність Українського педагогічного товариства «Рідна школа» на Бережанщині.
У 2004 році студент Львівського національного університету ім. І. Франка Олександр Коковін успішно захистив бакалаврську дипломну роботу на тему «Повітовий осередок товариства „Рідна школа“ в м. Бережани (1903—1939 рр.)», а в 2005 році — магістерську дипломну роботу «Організаційна та освітньо-виховна робота товариства „Рідна школа“ на Бережанщині (1903—1939 рр.)».
У 2011 році вийшла друком наукова монографія О. Коковіна «Товариство „Рідна школа“ на Бережанщині (1903—1939 рр.)». У 2013 році видано його науково-популярний нарис «Рідна школа» та Бережанщина" і збірник матеріалів «Селянська бурса в Бережанах (1903—1914 рр.)».
На тему рідношкільного руху на Бережанщині опубліковано низку наукових статей у виданнях Бережан, Тернополя, Львова. Історії Бережанської «Рідної школи» присвячено низку публіцистичних статей у Бережанській, Тернопільській пресі. Інформацію про діяльність товариства було озвучено на тернопільському телебаченні (2011 рік) та на бережанському радіомовленні (2013 рік).
У Бережанах проведено декілька наукових конференцій, присвячених історії «Рідної школи». Зокрема:
- «Товариство „Рідна школа“ й етапи еволюції національної початкової освіти в Бережанах» (28 вересня 2003 р., Бережанський краєзнавчий музей);
- «Товариство „Рідна школа“ в ідеї та житті» (8 квітня 2011 р., Бережанський музей книги);
- «Український громадський рух на Бережанщині: історичні надбання, сьогодення, перспективи розвитку» (22 жовтня 2013 р., Бережанський краєзнавчий музей).

26 грудня 2012 року на засіданні правління Бережанської районної організації «Товариство „Меморіал“ ім. В. Стуса» з ініціативи О. Коковіна вирішено звернутися до голови Бережанської районної ради з пропозицією відзначити 110-ту річницю з часу заснування в Бережанах філії УПТ «Рідна школа» на офіційному рівні та проголосити 2013-й рік — роком «Рідної школи» на Бережанщині.
10 липня 2013 року Бережанська районна рада ухвалила рішення «Про відзначення в районі 110-ї річниці з дня створення філії Українського педагогічного товариства „Рідна школа“ на Бережанщині», яким передбачено проведення низки заходів з відзначення ювілею Бережанської «Рідної школи».
Від 4 жовтня до 4 листопада 2013 року в Бережанському краєзнавчому музеї проходила виставка «Історія „Рідної школи“ в документах та фотоматеріалах» (експозиція банерів, виготовлених Музеєм тоталітарних режимів «Територія терору», м. Львів).
22 жовтня 2013 року на будинку, в якому в 1908—1939 роках розташовувалися осередок товариства та утримувана ним у 1922—1939 роках школа, установлено меморіальну таблицю (ініціатор та автор проєкту — Олександр Коковін, скульптори — Андрій Бугай та Ігор Крук).
22 жовтня 2013 року здійснено спецпогашення ювілейного конверта: «Ювілейне свято „Рідної школи“ в Бережанах. 1903—2013» (автор дизайну конверта й штемпеля Олександр Караневич).
29 жовтня 2013 року в Бережанській центральній бібліотеці проведено відкриття книжково-ілюстративної виставки «Бережанській Рідній школі — 110».
31 жовтня 2013 року в приміщенні Бережанської ЗОШ № 2, у будинку «Рідної школи», відбулося відкриття експозиційного вузла «Рідна школа» на Бережанщині".